# 日本柳杉
日本柳杉（學名：Cryptomeria japonica），松柏門柏科植物，原本分類於杉科，也是柳杉屬中的唯一一種。是日本的特有種。在日本上直稱的（杉或杉木）就是指這個品種。英文則多稱此樹為 Japanese Cedar （中譯日本香柏），但此樹其實並不是香柏的一種。日本柳杉林佔日本全國12%的土地，也是導致花粉症廣泛出現的主要原因。
属名Cryptomeria源于希腊语kryptos（隐藏的）和meros（部分）的合成词。

## 外觀描述

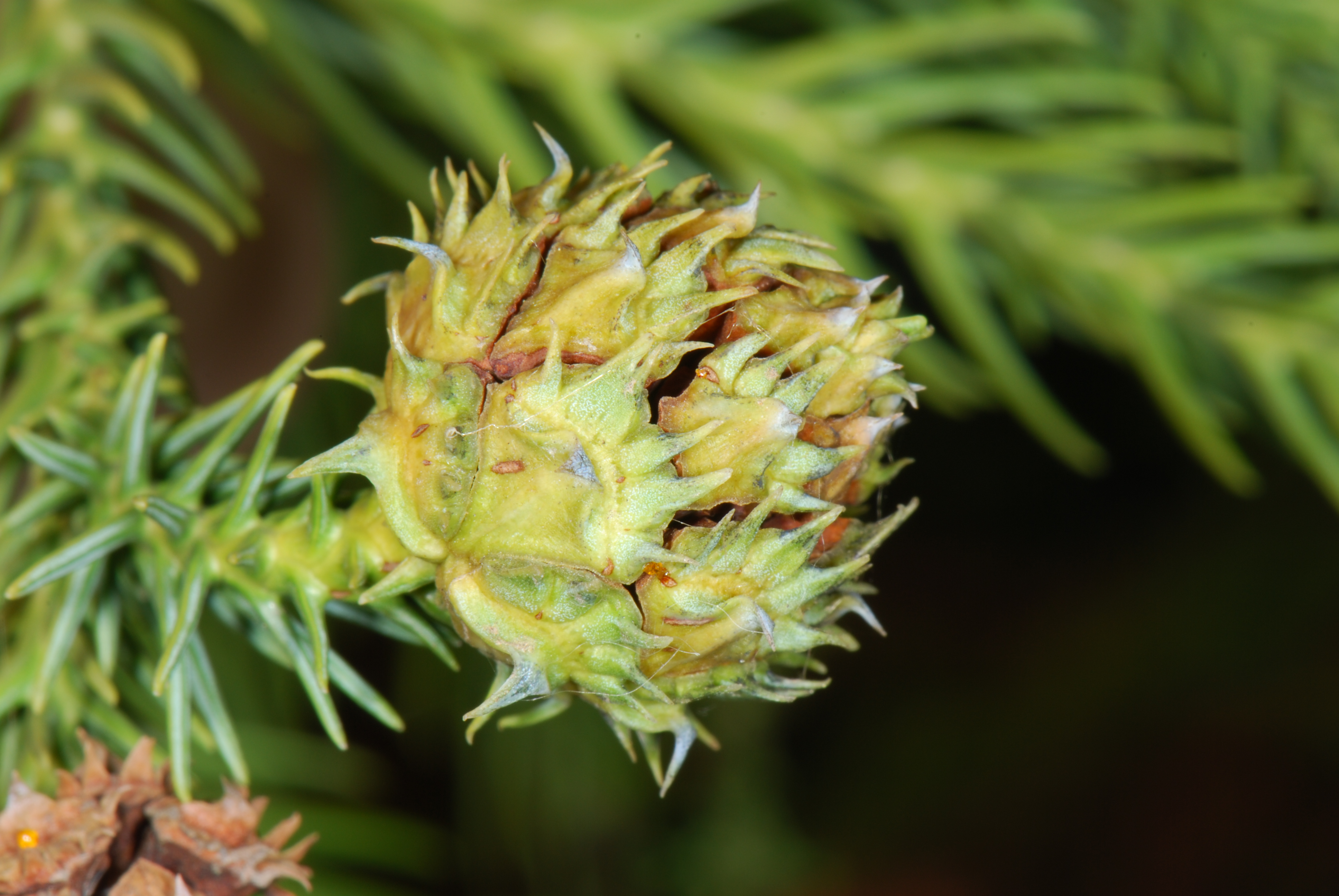
毬果的近觀

日本柳杉是一種高大的常綠喬木，最高可達70米及4米闊，紅棕色的樹皮上有垂直條紋。葉排成螺旋形針狀，0.5至1厘米長；毬果呈球狀，1至2厘米闊及每個有約20至40塊果鱗。不深入地去看會發現日本柳杉與巨杉相當相似，但細心觀察可看到巨杉的葉較短（一般0.5厘米或以下）及較小的毬果（4至6厘米），巨杉的樹皮也較薄、軟身鬆散。它是依靠風媒傳粉的植物，雌雄不同花（單性花），開花期在每年二至四月。雄花呈圓錐形，長5毫米左右，密生於枝條頂端，開花時會釋放大量花粉，花粉容易引起過敏體質者的不適，此症狀通稱花粉症。雌花為球形，鱗片密生，鱗片表面有小刺。
日本柳杉在台灣、中國等周邊國家栽培已久，日本柳杉及日本扁柏的花粉均是造成日本當地花粉症流行的主要原因。

## 象徵及應用

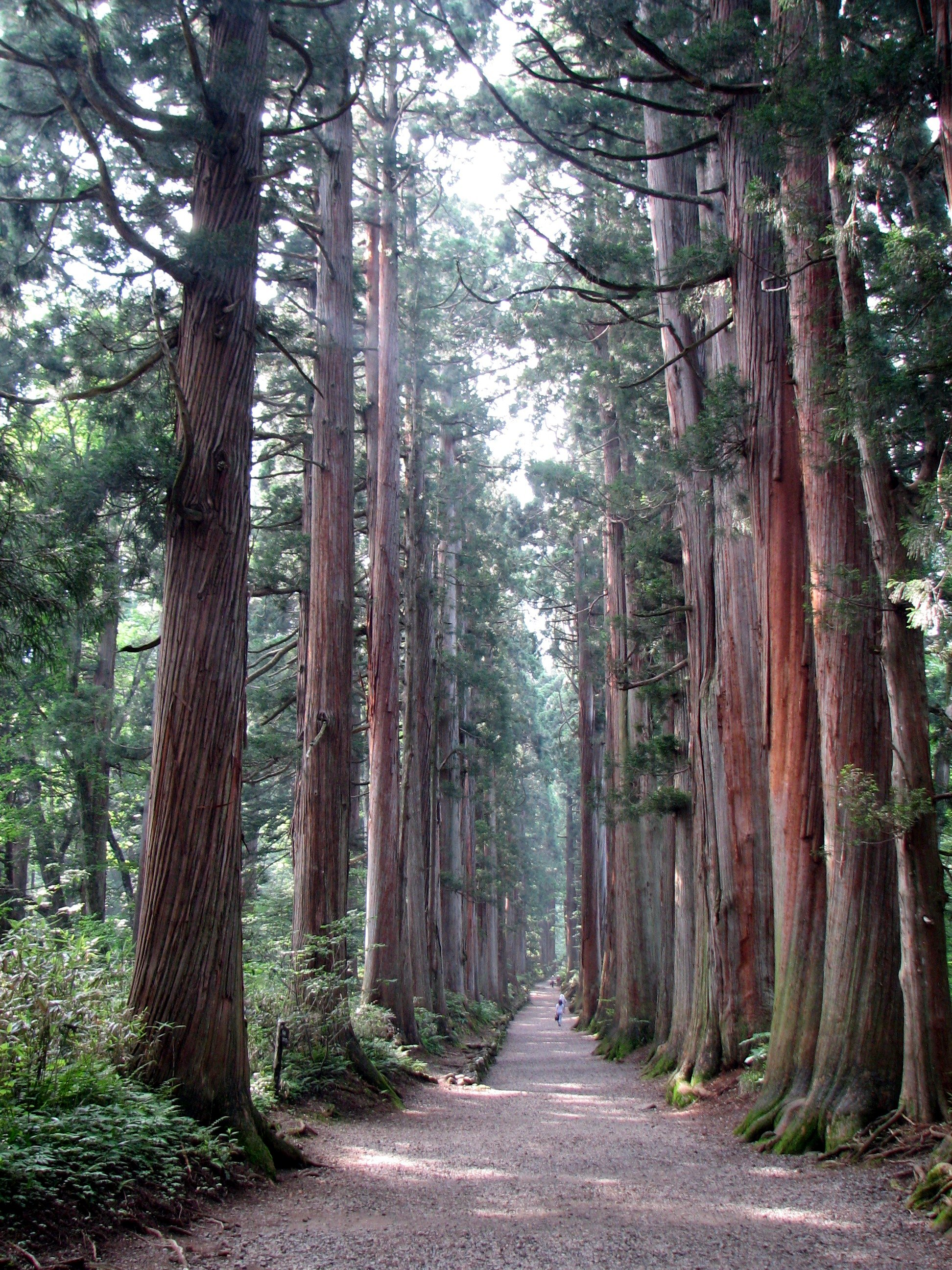
戶隱神社道旁的日本柳杉

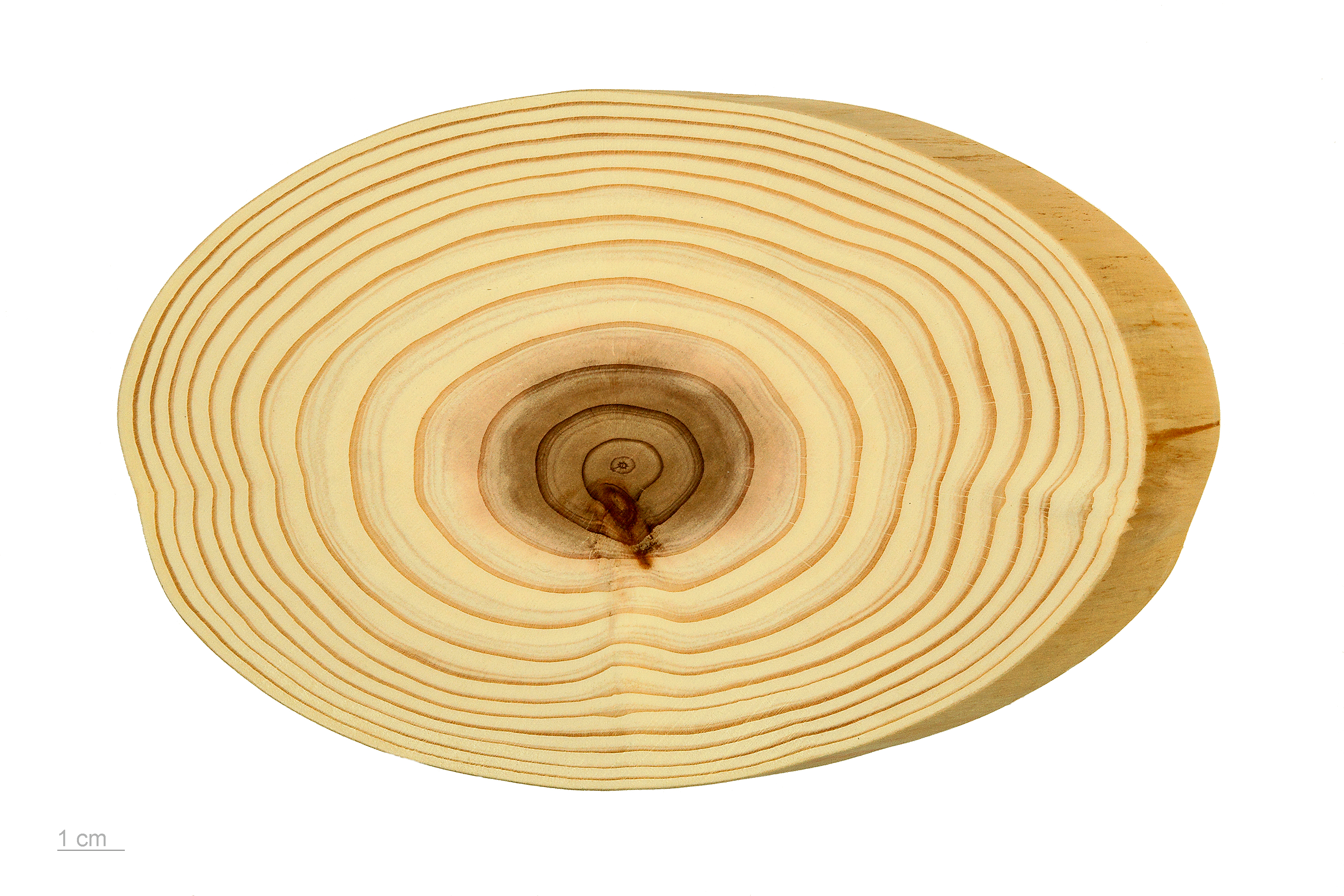
Cryptomeria japonica

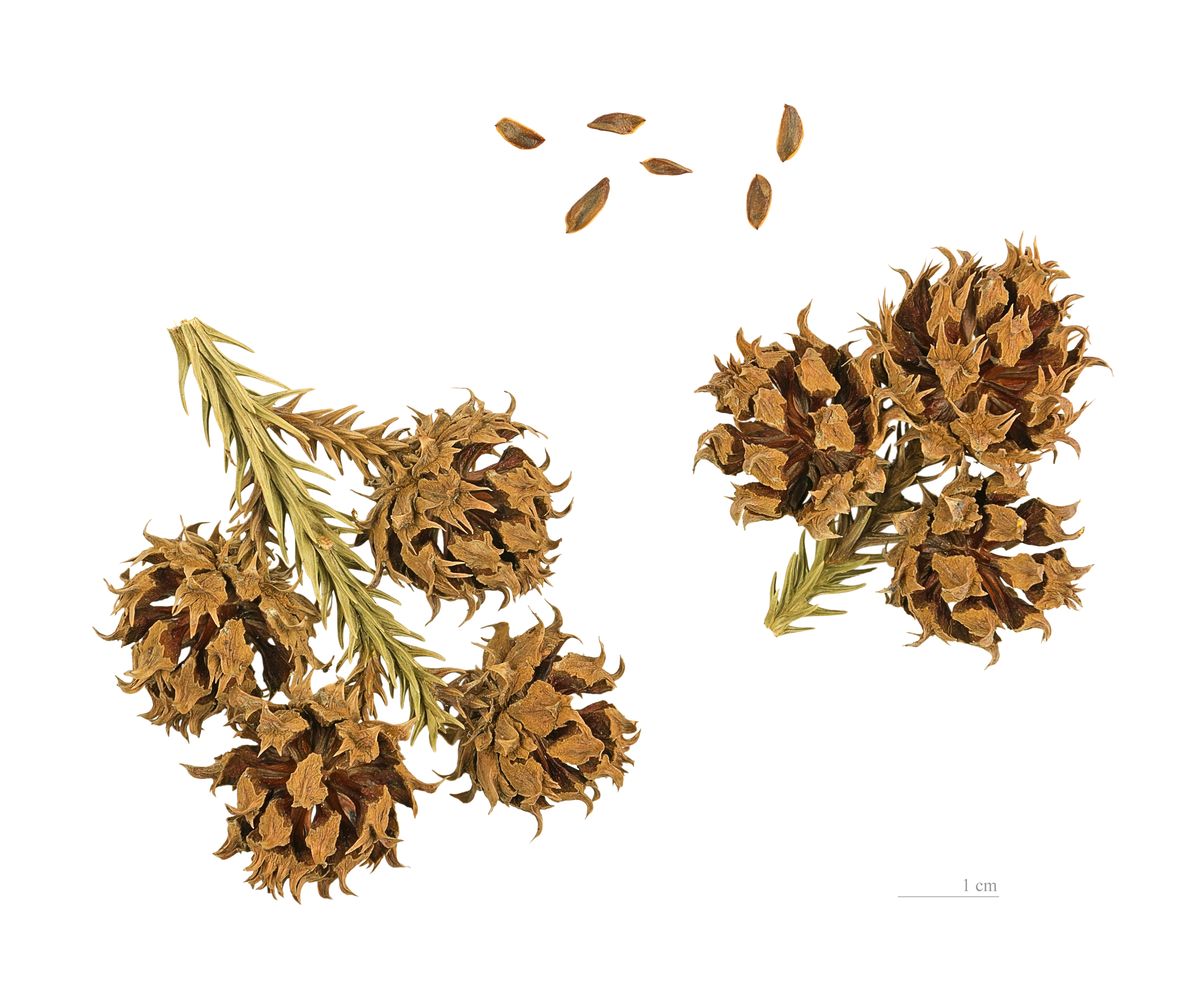
Cryptomeria japonica

日本柳杉廣泛種植於廟宇及神社內，而且有為數甚多的參天巨木。日本森林植物誌作者Sargent紀錄了一名貧窮的大名因無力在日光東照宮德川家康的葬禮上作出捐獻，因此而種植一片日本柳杉林作為替代而被接納。直到目前為止，這片佔地65平方公里的廣闊樹林仍然存在，並被認為是日本國內最華麗的一片林區。
日本柳杉在日本及中國是一種廣泛應用的植林樹種。除此以外，日本柳杉在其他溫帶地區也被栽培做為觀賞樹木使用，包括英國、歐洲、北美及喜馬拉雅以東地區的尼泊爾及印度等地也多有種植。其中一種栽培品種密枝柳杉因其永遠保持矮小的灌木狀而備受歡迎，最高也不過是5至10米，經常作為盆景或綠籬使用。
日本柳杉的木材擁有清香的氣味、紅棕的顏色及輕而強壯的特性，而且有一定的防水能力及能抵抗腐壞。因此，在日本式的建築及室內設計等均有廣泛應用。
日本柳杉也是部分蛾類幼蟲的寄主食物，如蝙蝠蛾屬（Endoclita）中的物種。